# Kademangan (Blitar)
Kademangan is een bestuurslaag in het regentschap Blitar van de provincie Oost-Java, Indonesië. Kademangan telt 7416 inwoners (volkstelling 2010).